# Buzz! Junior: Dinomania
Buzz! Junior: Dinomania ist das vierte Spiel der Buzz!-Junior-Reihe. Es besteht aus 25 Mini-Spielen, die im Einzel- und Mehrspieler-Modus gespielt werden können.
Es können ein bis vier Spieler gegeneinander spielen. Ist die Spieleranzahl kleiner als vier, übernehmen Computergegner die freien Plätze, sodass immer vier Dinos gegeneinander antreten. Für die Computergegner können drei Schwierigkeitsgrade gewählt werden. Die Dinos sammeln pro Spiel je nach Platzierung Dinoeier für den Gesamtstand.

## Spieltypen

### Gedächtnis
- Höhlenmenschen zählen

### Geschicklichkeit
- Bronto-Trampolin
- Dino reiten
- Dino-Rennen
- Eisangeln
- Eistanz
- Flussüberquerung
- Klippenklettern
- Matschrutsche
- Wellenreiten

### Geschwindigkeit
- Bronto-Skispringen
- Das große Fresen
- Dino-Karussell
- Faule Eier
- Geysir-Lift

### Glück
- Weck nicht den T-Rex!

### Treffsicherheit
- Auf, auf und davon!
- Bowling
- Dino-Tennis
- Hungrige Dinos
- Höhlenmalerei
- Höhlenmenschen abwerfen
- Höhlenmenschen versenken
- Steine werfen
- Wasserkampf

## Rezeption
Buzz! Junior: Dinomania erhielt hauptsächlich durchschnittliche Bewertungen. Der Review-Aggregator Metacritic ermittelte – basierend auf acht Rezensionen – einen Metascore von 69 aus 100 möglichen Punkten.